# Veysonnaz
Veysonnaz – miejscowość i gmina (commune) w południowej Szwajcarii, w kantonie Valais, w okręgu (district) Sion. Leży w Alpach Pennińskich. Jest bazą narciarską i częścią ośrodka narciarskiego 4 Vallées, jednego z największych w Alpach.  
W latach 90. XX wieku odbywały się tu zawody Pucharu Świata w narciarstwie alpejskim, a w XXI wieku w snowboardzie. 

## Demografia
W Veysonnaz mieszka 588 osób. W 2021 roku 19,4% populacji gminy stanowiły osoby urodzone poza Szwajcarią.